# Pseudoligosita arnoldi
Pseudoligosita arnoldi är en stekelart som beskrevs av Girault 1913. Pseudoligosita arnoldi ingår i släktet Pseudoligosita och familjen hårstrimsteklar. Inga underarter finns listade i Catalogue of Life.